# Арт Клоки
Артър „Арт“ Кло̀ки (на английски: Arthur „Art“ Clokey) е американски аниматор, известен с популяризирането на пластилиновата анимация. Неговият най-известен герой е Гъмби, чието създаване е повлияно от професора в Университета на Южна Каролина Славко Воркапич. Следващият известен проект на Клоки е „Дейви и Голиат“, финансиран от лютеранската църква в САЩ.